# Diego Arismendi
Hugo Diego Arismendi (Montevideo, 25 gennaio 1988) è un calciatore uruguaiano, centrocampista dei Rampla Juniors.

## Carriera

### Club
Il 3 marzo 2010 viene mandato in prestito al Brighton e lascia così lo Stoke City, che nel dicembre del 2012 lo rescinde.

### Nazionale
Tra il 2008 ed il 2014 ha giocato 4 partite con la nazionale uruguaiana.

## Palmarès

### Club

#### Competizioni nazionali
- Campionato uruguaiano: 2

Nacional: 2008-2009, 2014-2015
- Copa Argentina: 1

Rosario Central: 2017-2018